# Регны (остановочный пункт)
Регны (пол. Regny) — остановочный пункт близ села Регны, возле базы хранения воинской части JW 1933 (прежде: JW 1530 Regny 1. Składnica Uzbrojenia i Amunicji), в гмине Колюшки в Лодзинском воеводстве Польши. Имеет 1 платформу и 1 путь.
Остановочный пункт железной дороги был построен в лесу недалеко от села Регны в 1930 году под названием «Будзишевице-Лодзинское» (польск. Budziszewice Łódzkie). Нынешнее название пункт носит с 1989 года.